# 大金丝燕
大金丝燕（学名：Aerodramus maximus），是雨燕科的一种金丝燕。分布于文莱、印度尼西亚、马来西亚、缅甸、菲律宾、新加坡、泰国和越南。其自然栖息地为亚热带或热带的湿润低地森林和山地森林。
大金丝燕的鸟巢是燕窝汤的主要食材来源。